# François Le Mercier
François Joseph Le Mercier (Parigi, 4 ottobre 1604 – Martinica, 12 giugno 1690) è stato un gesuita francese.

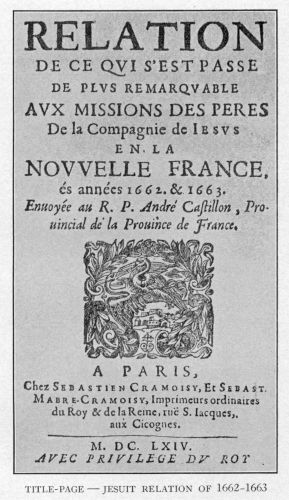
Copertina delle Relations des Jésuites de la Nouvelle-France del 1662–1663

Fu attivo nelle prime missioni alla Nuova Francia e al popolo degli Huroni. Rettore del collegio gesuita a Quebec e superiore dell'intera missione in Canada dal 1653 al 1656 e nuovamente dal 1665 al 1670, durante il quale periodo scrisse Relations des Jésuites de la Nouvelle-France e due opere pubblicate riguardanti le missioni degli Huroni negli anni 1637 e 1638.

## Biografia
Le Mercier nacque a Parigi nel 1604. Si unì alla Compagnia di Gesù a Parigi il 22 ottobre 1622 e completò quindici anni di studio e insegnamento prima di essere inviato in missione in Canada.

### Missione in Canada
Le Mercier giunse a Quebec il 20 luglio 1635. Tre giorni dopo partì per la missione a Ihonatiria, una piccola città degli Huroni, dove arrivò il 13 agosto. Lì studiò la lingua huron sotto la supervisione di Jean de Brébeuf. Trascorse gran parte del 1636 assistendo i malati durante varie epidemie. L'insediamento a Ihonatiria fu devastato dal vaiolo, che ridusse notevolmente la popolazione, quindi la missione fu abbandonata nel 1637 e trasferita alla capitale hurona di Ossossané (ora nella Contea di Simcoe, Ontario).
Nel 1639 fu costruita una nuova missione chiamata Sainte-Marie tra gli Huroni, situata all'angolo nord-est del lago Wye lungo un tratto di fiume conosciuto dai gesuiti come Fiume Iroquois (ora Fiume Wye). Per un certo periodo, questa servì come base per i missionari. Le Mercier svolse il ruolo di procuratore, gestendo Sainte-Marie, tranne per un breve periodo dal 1640 al 1642 in cui tornò a Ossossané, fino a quando i gesuiti furono costretti ad abbandonare Sainte-Marie nel 1649 a causa degli attacchi sempre più frequenti degli Irochesi. Distrussero la missione prima di andarsene, in modo che non potesse essere utilizzata come base per ulteriori incursioni. Le Mercier e i gesuiti stabilirono quindi una missione sull'Isola di San Giuseppe, ora Isola di Christian (Ontario), che durò solo un anno prima che fossero costretti a tornare a Quebec.
Al suo ritorno a Quebec, Le Mercier si dedicò al ministero religioso sia lì che a Trois-Rivières, dove si occupò della fortificazione dell'insediamento. Nel 1653 fu nominato rettore del collegio e superiore dell'intera missione canadese, incarico che occupò fino al 1656. Durante gli anni in cui fu superiore, fu responsabile della compilazione e della scrittura della relazione annuale inviata al Provinciale francese. Queste relazioni annuali dei superiori divennero note come le "Relazioni dei Gesuiti". Non volendo esporre gli altri a pericoli che non era disposto ad affrontare, nominò Jérôme Lalemant vice-superiore, mentre Le Mercier guidava una spedizione missionaria verso gli Onondaga. Tornò a Quebec entro giugno 1657. Dal 1659 al 1660, fu responsabile della parrocchia di Quebec insieme al Padre Claude Dablon, mentre si occupava anche della missione a Beaupré. Il 21 ottobre 1660 fu formalmente nominato assistente parroco da monsignor de Petrée, il primo vescovo di Quebec.
Nell'agosto 1665 fu nuovamente nominato rettore e superiore generale delle missioni, incarico che mantenne per sei anni. Il 12 luglio 1671 divenne economo e vicepresidente (et primarius in convictu) del collegio gesuita a Quebec.

### Ultimi anni
Le Mercier fu richiamato in Francia nel 1673 e nominato "Visitatore delle missioni francesi in Sud America e nelle Antille". Nel 1674 fu nominato superiore generale delle missioni nelle Indie Occidentali e rimase in carica fino al 1681. Il resto della sua vita fu dedicato come confessore e direttore spirituale dei gesuiti a Martinica. Morì sull'isola di Martinica il 12 giugno 1690, all'età di ottantasei anni.

## Opere
- Relation de ce qvi s’est passé en la Novvelle France, en l’année 1637. Ihonatiria, 1637.
- Relation de ce qvi s’est passé en la Novvelle France, en l’année 1638. Ossossané, 1638.
- Relation de ce qvi s'est passé en la mission des pères de la Compagnie de Iésvs, av pays de la Novvelle France, depuis l'été de l'année 1652 iusques à l'été 1653. Québec, 1653.
- Journal des PP. Jésuites. Quebec, 1654.
- Copie de devx Lettres envoiées de la Novvelle France, au Père Procureur des Missions de la Compagnie de Iésvs en ces contrées. Québec, 1655.
- Journal des PP. Jésuites. Quebec, 1665.
- Relation de ce qvi s’est passé en la Novvelle France, des années 1664 & 1665. Québec, 1665.
- Relation de ce qvi s’est passé en la Novvelle France, aux années 1665 & 1666. Québec, 1666.
- Journal des, PP. Jésuites. Québec, 1667.
- Relation de ce qvi s’est passé en la Novvelle France, les années 1666 & 1667. Québec, 1667.
- Journal des PP. Jésuites. Québec, 1668.
- Relation de ce qvi s’est passé en la Novvelle France, aux années 1667 & 1668. Québec 1668.
- Relation de ce qvi s’est passé en la Novvelle France, les années 1668 & 1669. Québec, 1669.
- Relation de ce qvi s’est passé en la Novvelle France, les années 1669 & 1670. Québec, 1670.